# 태평양학원
학교법인 태평양학원은 성덕여자중학교, 성덕고등학교가 소속된 아모레퍼시픽그룹 계열 사학 재단이다. 